# Wander Luiz
Wander Luiz Queiroz Dias (17 febbraio 1992) è un calciatore brasiliano, attaccante del Gokulam Kerala.

## Carriera
In carriera ha giocato 9 partite nella Coppa dell'AFC, tutte con il Bình Dương.